# Born Again (serie de televisión)
Born Again (Hangul: 본 어게인; RR: dasi taeeonada) también conocida como Once Again, es una serie de televisión surcoreana transmitida del 20 de abril del 2020 hasta el 9 de junio del 2020, a través de KBS2.

## Sinopsis
La serie sigue la reencarnación del detective Cha Hyung-bin, Jeong Ha-eun, la novia de Hyung-bin y Gong Ji-chul, un asesino en serie que ama a Ha-eun.
Aunque sus vidas terminaron hace 32 años, la muerte se convierte en un nuevo inicio para cada uno de ellos como el fiscal Kim Soo-hyuk, Chun Jong-bum un excelente estudiante de medicina y Jeong Sa-bin, una bioarqueóloga, sin embargo sus vidas se cruzan nuevamente reavivando sus retorcidos destinos una vez más.

## Reparto[10]

### Personajes principales[11]
| Actor        | Personaje                       | N.º de episodios | Notas |
| ------------ | ------------------------------- | ---------------- | --- |
| Jang Ki-yong | Gong Ji-chul Chun Jong-bum      | 32               | Gong Ji-chul: en 1986 es un asesino en serie solitario que se rehúsa a compartir el destino de su padre puramente malvado. Chun Jong-bum: en el 2020 es un estudiante de medicina de élite. |
| Lee Soo-hyuk | Det. Cha Hyung-bin Kim Soo-hyuk | 32               | Cha Hyung-bin: en 1986 es un detective con buen corazón, que está enamorado de Jeong Ha-eun. Kim Soo-hyuk: en el 2020 es un fiscal con corazón frío, quien solo cree en la evidencia del ADN y que el gen criminal se hereda. Cuando conoce a Jeong Sa-bin pronto se siente atraído por ella.                                                    |
| Jin Se-yeon  | Jeong Ha-eun Jeong Sa-bin       | 32               | Jeong Ha-eun: en 1986 es una joven que sufre de miocardiopatía dilatada y es propietaria de la librería "Old Future". Así como la novia del detective Cha Hyung-bin. Jeong Sa-bin: en el 2020 es una instructora de arqueología ósea, que tiene la fuerte necesidad de descubrir todos los secretos e historias detrás de los restos sin nombre. |

### Personajes secundarios[20]
| Actor                     | Personaje        | N.º de episodios | Notas |
| ------------------------- | ---------------- | ---------------- | --- |
| Kim Jung-nan Wi Ji-yeon   | Jang Hye-mi      | -                | Es una mujer provocativa y peligrosa. |
| Choi Kwang-il Jo Duk-hwae | Chun Seok-tae    | -                | Es el padre de Chun Jong-bum y Chun Jong-woo, quien tiene una presencia dominante. Un fiscal en jefe a punto de ser nombrado como fiscal general, que ha recorrido el camino del éxito y su único temor es el de recibir golpes que destruyan su vida. |
| Kim Hee-jung              | Kim Seo-ra       | -                | Es la madre de Chun Jong-bum y Chun Jong-woo. |
| Jung In-kyum (정인겸)     | Gong In-woo      | -                | Es un excelente artista y el padre de Gong Ji-chul. Tiene una personalidad y figura malvada, y mientras pinta basándose en una "inspiración diabólica", continúa sus acciones hasta un punto sin retorno, influyendo en el trágico destino de su hijo. |
| Jang Won-young (장원영)   | Joo In-do        | -                | Es un detective, a quien le encanta platicar con las mujeres y muestra una fuerte capacidad de inteligencia. |
| Cha Min-ji (차민지)       | "Jay"            | -                | Es la compañera de departamento de Jeong Sa-bin. |
| Park Sang-hoon (박상훈)   | Chun Jong-woo    | -                | Es el hermano menor de Chun Jong-bum. |
| Kim Min-sun (김민선)      | Namgoong Joo-hye | -                | |
| Lee Seo-el                | Baek Sang-ah     | -                | Es la hija de Jang Hye-mi y ex-prometida de Kim Soo-hyuk. Es una mujer obsesiva y con problemas mentales, que esconde su verdadera identidad como una asesina en serie.                                                                                |
| Choi Dae-chul             | Seo Tae-ha       | -                | |
| Kim Jung-young            | Heo Jin-kyung    | -                | |

### Otros personajes
| Actor                 | Personaje     | N.º de episodios | Notas              |
| --------------------- | ------------- | ---------------- | ------------------ |
| Kim Tae-han (김태한)  | -             | -                | Es un cocinero.    |
| Song Yoo-hyun         | Lim Hwa-young |                  | Aparición especial |
| Lee Kyu-seob (이규섭) | Heo Do-jin    | 4-5              |                    |

## Episodios
La serie está conformada por 32 episodios, los cuales fueron emitidos todos los lunes y martes a las 22:00 (KST).

### Raitings
Los números en color rojo indican las calificaciones más bajas, mientras que los números en azul indican las calificaciones más altas.
| Episodio | Fecha de emisión    | Participación promedio de audiencia | Participación promedio de audiencia | Participación promedio de audiencia |
| Episodio | Fecha de emisión    | AGB Nielsen                         | AGB Nielsen                         | TNmS                                |
| Episodio | Fecha de emisión    | Nacional                            | Seúl                                | Nacional                            |
| -------- | ------------------- | ----------------------------------- | ----------------------------------- | ----------------------------------- |
| 1        | 20 de abril de 2020 | 3.7                                 |                                     | 3.8                                 |
| 2        | 20 de abril de 2020 | 4.1                                 |                                     | 3.9                                 |
| 3        | 21 de abril de 2020 | 2.4                                 |                                     |                                     |
| 4        | 21 de abril de 2020 | 2.8                                 |                                     |                                     |
| 5        | 27 de abril de 2020 | 2.8                                 |                                     |                                     |
| 6        | 27 de abril de 2020 | 2.8                                 |                                     |                                     |
| 7        | 28 de abril de 2020 | 3.0                                 |                                     | 2.7                                 |
| 8        | 28 de abril de 2020 | 3.0                                 |                                     | 3.4                                 |
| 9        | 4 de mayo de 2020   |                                     |                                     |                                     |
| 10       | 4 de mayo de 2020   |                                     |                                     |                                     |
| 11       | 5 de mayo de 2020   | [ 29 ]                              |                                     |                                     |
| 12       | 5 de mayo de 2020   |                                     |                                     |                                     |
| 13       | 11 de mayo de 2020  | [ 30 ]                              |                                     |                                     |
| 14       | 11 de mayo de 2020  |                                     |                                     |                                     |
| 15       | 12 de mayo de 2020  |                                     |                                     |                                     |
| 16       | 12 de mayo de 2020  |                                     |                                     |                                     |
| 17       | 18 de mayo de 2020  | [ 31 ]                              |                                     |                                     |
| 18       | 18 de mayo de 2020  |                                     |                                     |                                     |
| 19       | 19 de mayo de 2020  |                                     |                                     |                                     |
| 20       | 19 de mayo de 2020  |                                     |                                     |                                     |
| 21       | 25 de mayo de 2020  |                                     |                                     |                                     |
| 22       | 25 de mayo de 2020  |                                     |                                     |                                     |
| 23       | 26 de mayo de 2020  |                                     |                                     |                                     |
| 24       | 26 de mayo de 2020  |                                     |                                     |                                     |
| 25       | 1 de junio de 2020  |                                     |                                     |                                     |
| 26       | 1 de junio de 2020  |                                     |                                     |                                     |
| 27       | 2 de junio de 2020  |                                     |                                     |                                     |
| 28       | 2 de junio de 2020  |                                     |                                     |                                     |
| 29       | 8 de junio de 2020  |                                     |                                     |                                     |
| 30       | 8 de junio de 2020  |                                     |                                     |                                     |
| 31       | 9 de junio de 2020  | [ 33 ]                              |                                     |                                     |
| 32       | 9 de junio de 2020  |                                     |                                     |                                     |
| Promedio | Promedio            | -                                   | -                                   | -                                   |

## Música

### Parte 1
| No. | Intérprete   | Canción                                          | Letra | Música | Duración |
| --- | ------------ | ------------------------------------------------ | ----- | ------ | -------- |
| 1   | Kim Yong-jin | "A Flowers That Didn't Bloom" (못다핀 꽃 한송이) | -     | -      | -        |
| 2   |              | "A Flowers That Didn't Bloom" (Int.)             | -     | -      | -        |

### Parte 2
| No. | Intérprete | Canción        | Letra | Música | Duración |
| --- | ---------- | -------------- | ----- | ------ | -------- |
| 1   | Sondia     | "Dream" (꿈에) | -     | -      | -        |
| 2   |            | "Dream" (Int.) | -     | -      | -        |

## Producción
La serie fue dirigida por Jin Hyung-wook (진형욱), con el apoyo del guionista Jung Soo-mi (정수미). Desde el episodio 29 se agregó al guionista Kim Kyung-min (김경민) como guionista principal.
La primera lectura de guion fue realizada en enero del 2020.